# Perilampus saleius
Perilampus saleius är en stekelart som beskrevs av Walker 1839. Perilampus saleius ingår i släktet Perilampus och familjen gropglanssteklar. Inga underarter finns listade i Catalogue of Life.